# Didymocarpus mengtze
Didymocarpus mengtze là một loài thực vật có hoa trong họ Tai voi. Loài này được W.W.Sm. mô tả khoa học đầu tiên năm 1912.